# 臺中市東區成功國民小學

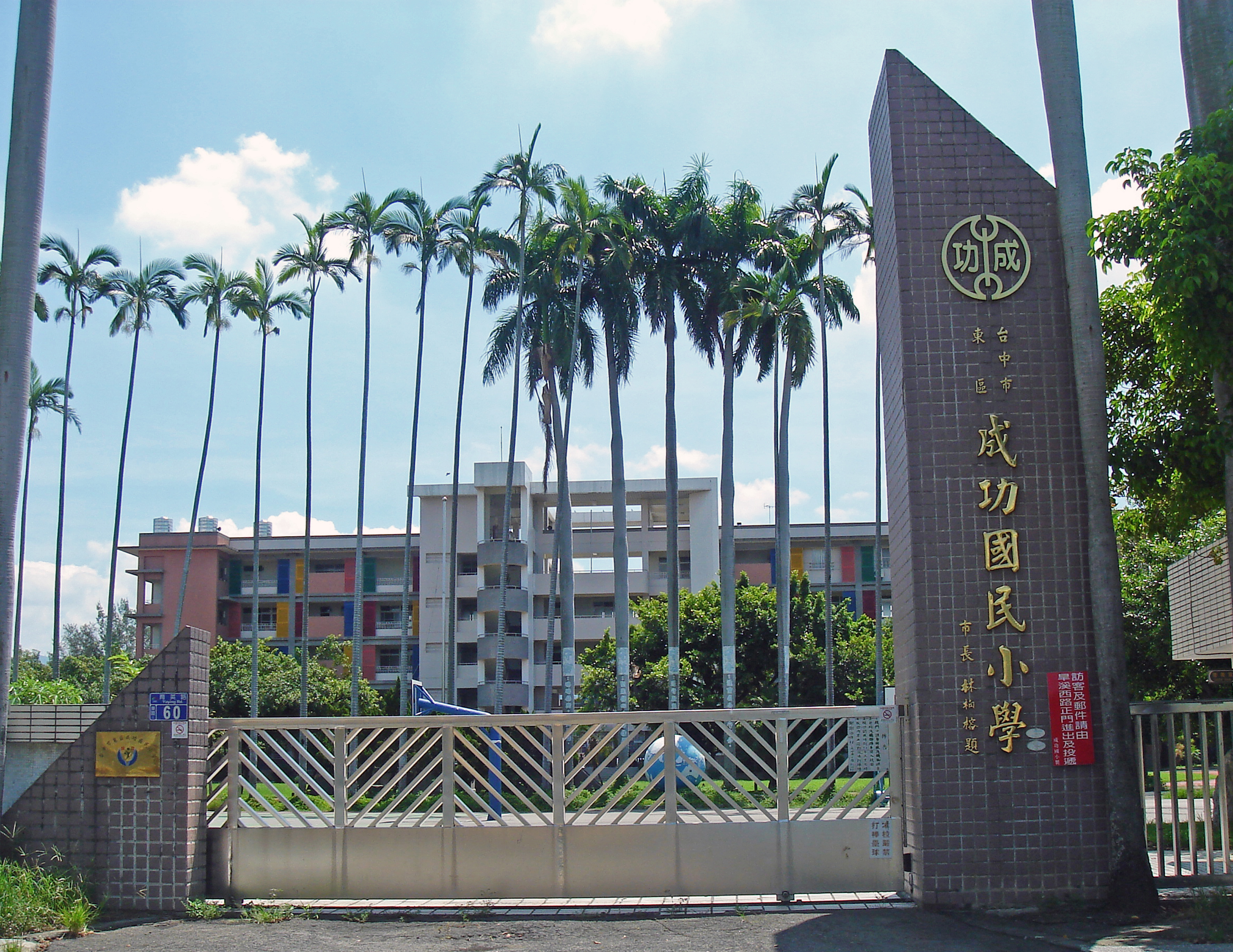
位於育英路上的舊校門

臺中市東區成功國民小學，簡稱成功國小，是台灣臺中市東區的一所市立國民小學，位於旱溪旁與臺中市立育英國民中學相鄰。

## 校史
- 日治時期1944年3月31日創校，校名「干城國民學校」。4月1日於新高國民學校（今太平國小）舉行開校典禮；4月5日在幸國民學校（今篤行國小，1943年遷校）舊校址（今日居仁國中）上課；11月21日改到曙國民學校（今台中國小），隔年再回原本的幸國民學校舊校址上課。
- 1945年12月，臺灣光復後，臺中市政府派賴登權接任校長；1946年2月2日，改校名為「臺中市成功國民學校」。
- 1947年6月13日，更名為「臺中市自由第二國民學校」（自由第一國民學校為今日大同國小）。
- 1948年8月30日，遷到今日校地，9月14日校名改回「臺中市成功國民學校」；隔年校舍落成（尚存一棟），紀念碑揭碑。
- 1955年8月1日，設「力行分班」（今力行國小，1957年5月1日，獨立設校）。
- 1956年9月1日，開辨「附設幼稚園」。
- 1961年9月26日，設「進化分校」（今進德國小，1964年7月1日，獨立設校）。
- 1968年8月實施九年國民教育，改制為「臺中市成功國民小學」。
- 1972年8月，實施學區制。
- 1973年10月，附設幼稚園改為「自立幼稚園」。
- 1985年9月，改回附設幼稚園。
- 1989年，幼稚園教師正式納入編制。
- 1993年9月1日，開辨夜間補校。
- 1994年11月1日，開辨學生午餐。
- 2001年因九二一地震受損的C棟廁所重建落成啟用。
- 2005年4月14日，A棟行政及教學大學完工。

## 歷任校長
日治時期
- 宮本能文：1944年4月1日－1944年10月18日
- 幾竹武治：1944年10月18日－二戰日本投降

民國時期
1. 賴登權：1945年12月1日－1952年2月7日
2. 紀連土：1952年2月7日－1962年8月29日
3. 張八愷：1962年8月29日－1964年8月24日
4. 林昭舜：1964年8月24日－1971年10月7日
5. 狄德菴：1971年10月7日－1979年4月17日
6. 林興宗：1979年4月17日－1993年8月24日
7. 林世雄：1993年8月24日－1995年7月4日
  1. 蘇桂美：1995年7月4日－1996年8月1日（教務主任代理）
8. 黃德亮：1996年8月1日－2000年8月1日
9. 賴朝暉：2000年8月1日－2007年8月7日
10. 趙秋英：2007年8月7日－2015年7月31日
11. 曾娉妍：2015年8月1日-現任
12. 余益興：2020年9月1日-現任

## 校徽

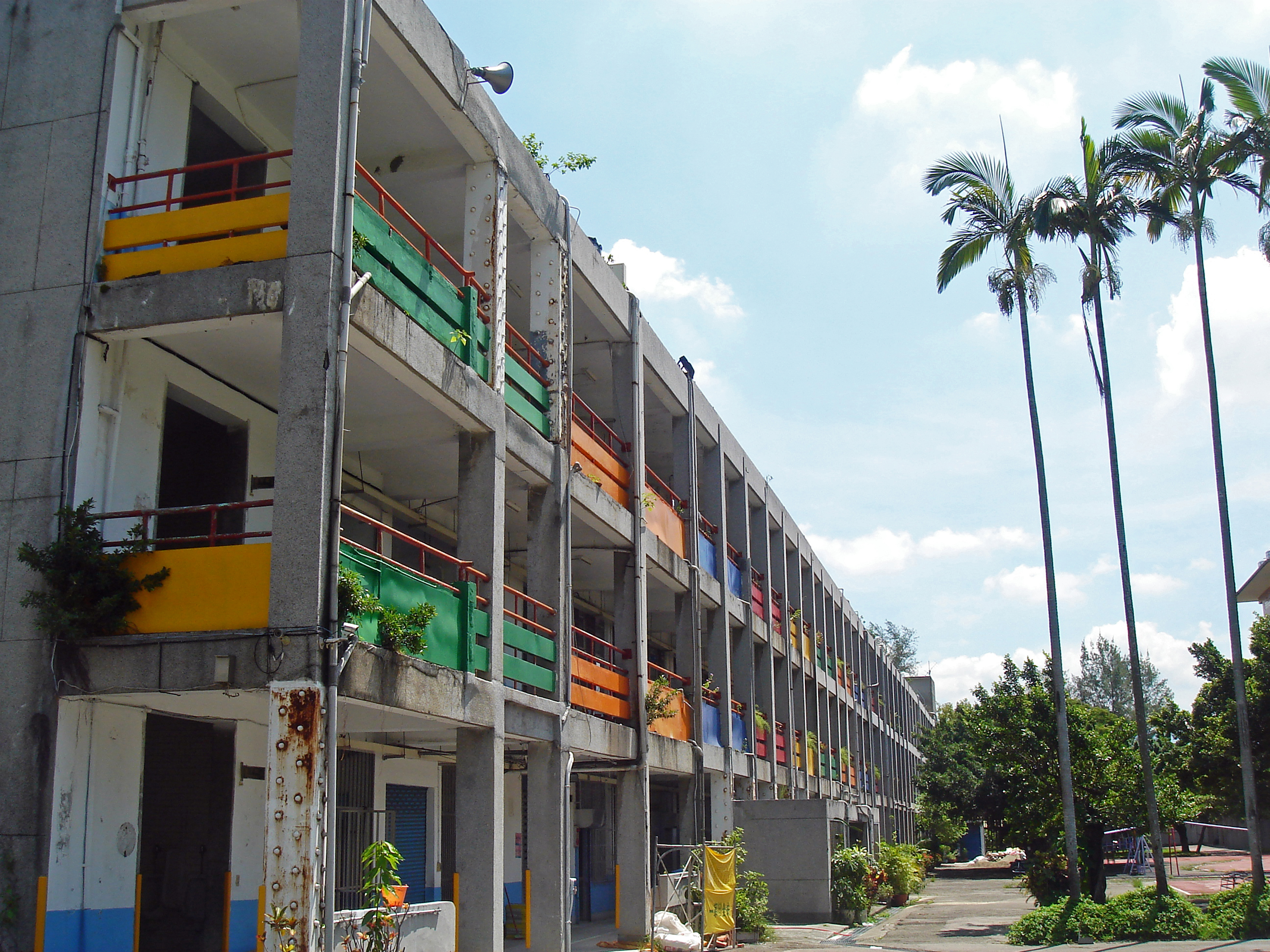
尚存的成功國小老校舍

過去僅在台中市徽內加上「成功」二字做為校徽；2004年重新設計校徽。
- 紅色：用在校名「成功」兩字上，象徵成功兒童各個充滿熱情與活力。
- 綠色：以三個圓圈及軀體組成跳躍人形代表著學生，居於校徽之中央；三個圓圈代表：親 、師、生。
- 藍色：中央的學生從蛋中破殼而出，有呵護、教育、培育的意旨。內圈有“Ｖ”象徵著勝利成功的意涵。

## 班級現況
班級教室
- 國小部：37班
- 進修部：3班
- 幼稚園：2班

## 校舍空間
- 普通教室：45間
- 專科教室：實驗室（生物教室、地球科學教室）、視聽教室、語言教室、音樂教室、美術教室、家政教室、工藝教室等，共23間。
- 行政空間：校長室、教務處、訓導處、總務處、輔導室、人事室、會計室、導師辦公室，共14間。
- 大型活動設施：室內體育館
- 午餐廚房間：1間

## 學區
東區
- 干城（第1─4鄰）、旱溪里（第1─11鄰）、東門里（第6、7、19鄰及第20鄰建德街以北）
- 全里：十甲里、東英里、東信里、樂成里

## 外部連結
- 臺中市東區成功國民小學 （页面存档备份，存于）